# TVP Warszawa
TVP Warszawa ist die regionale Niederlassung der Telewizja Polska für die Woiwodschaft Masowien, die an alle Programmen der TVP regionale Beiträge liefert. Sie hat ihren Sitz in Warschau und drei Regionalstudios in Płock, Radom und Siedlce.
Das TVP-Funkhaus in Warschau entstand 1958. Im November 1958 wurde erstmals die Nachrichtensendung Telewizyjny Kurier Warszawski (dt. etwa: Warschauer Fernsehkurier) ausgestrahlt. 1994 begann die Ausstrahlung des eigenen regionalen Fernsehprogramms WOT.

## FensterprogrammTVP3 Warszawa
TVP3 Warszawa ist das regionale Fensterprogramm, das auf TVP3 ausgestrahlt wird. Bis zum 31. August 2013 wurden die Regionalfenster der 16 regionalen Sender auf TVP Info ausgestrahlt. Seit dem 1. September werden diese 18 Stunden lang auf dem Sender TVP3 ausgestrahlt.
Über aktuelle Ereignisse in der Region berichten die Hauptnachrichtensendungen Telewizyjny Kurier Warszawski, Kurier Mazowiecki (Masowischer Kurier) und Kurier Warszawy i Mazowsza (Warschauer und Masowischer Kurier).

Logo vom 7. März 2003 bis 30. November 2007
Logo vom 1. Dezember 2007 bis 31. August 2013
Logo vom 1. September 2013 bis 1. Januar 2016
Logo seit dem 2. Januar 2016